# Muhammad Amin
Muhammad Amin ibn Ibrahim fou kan de Kazan, fill d'Ibrahim ibn Mahmud. Va exercir per primer cop el 1485.
Khalil ibn Mahmud i Ibrahim ibn Mahmud s'havien casat successivament amb Nur Sultan, filla d'un cap nogai anomenat Timur. En quedar vídua, Nur Sultan es va casar amb Meñli I Giray (tercer regnat 1478-1515), kan de Crimea. Aspirava a posar al tron de Kazan al seu propi fill Muhammad Amin al lloc del fill gran Ali o Ilham ibn Ibrahim, la mare del qual era Batmassa Soltan que tenia un partit de seguidors principalment nogais.

## Primer regnat
Muhanmad Amin es va refugiar a Moscou on va demanar el tron al gran príncep Ivan que el 1482 va enviar un exèrcit des de Nijni Nóvgorod, que va arribar a Kazan però el kan va demanar la pau, i finalment el gran príncep va cedir a Muhammad Amin un feu centrar a Koshira. El 1485 per causes no ben explicades, el gran príncep va enviar un altre exèrcit que va deposar Ilham i va posar al tron a Muhammad Amin. Però per alguna raó aquest no va complaure al gran príncep que el 1486 va enviar un exèrcit que el va deposar i va restaurar a Ilham.

## Segon regnat
No van passar gaires mesos quan el gran príncep va enviar un exèrcit manat per Daniel Dimitrivitx Kholmskoi, Alexandre Vasilivitx Obolenskoi, i altres que va sortir el 14 d'abril de 1487 i va arribar a Kazan el 24 de maig; Ilham es va rendir el juny i Muhammad Amin fou posat per segona vegada al tron però el verdader governant fou el príncep Daniel Dimitrivitx Kholmskoi.
El 1489 el kan de Sibèria va enviar uns ambaixadors al gran príncep demanant l'alliberament d'Ilham però la petició fou rebutjada i encara se'ls va demanar entregar als rebels que s'havien refugiat al seu kanat. Muhammad Amin es va casar amb una filla de Musa, nebot de Timur i net d'Edigu.

### Conquesta russa de la república de Viatka i el principat d'Arsk
El gran príncep va aprofitar aquest temps de domini sobre Kazan per sotmetre la república de Viatka: quan Ivan III va atacar Klinov, la principal ciutat de Viatka, els ciutadans van expulsar els delegats del gran príncep; aquest va enviar un exèrcit que els va obligar a sotmetre's; les seves llibertats foren abolides i se'ls va donar una nova constitució autocràtica i els notables, ciutadans i mercaders foren portats a Moscou amb les dones i fills i després els ciutadans reenviats a Borosk i els mercaders a Dimitrov. Els habitants de la república eren en gran part emigrants de Nóvgorod establerts amb els votiaks ugrofinesos des del segle xiii; el país anava entre el riu Kama i el Yug i entre la boca del Viatka i el Syssola; el seu comerç era principalment amb els permians i els búlgars del Volga i tàtars de Kazan però proveïen a Moscou i a Nóvgorod amb grans estocs de pells; també feien ràtzies de saqueig a la zona del Kama i el Volga causant molts problemes a la gent de Vologda, Ustiuge, i el país del Dwina; a la part final del segle xiv les seves ciutats foren saquejades per Toktamix i van caure progressivament sota influència del gran príncep. Just després de la conquesta de Viatka es va produir la del petit principat d'Arsk, que havia format part de la Bulgària del Volga; els seus prínceps foren portats a Moscou i van jurar fidelitat a Ivan recuperant la llibertat.

### Final del segon regnat
El 1493 Ivan III, per complaure al seu aliat el kan de Crimea Meñli I Giray, va enviar a Abdul Latif (germà de Muhammad Amin i fill de l'esposa de Meñli) cobert d'honors a Kazan però va refusar donar Koshira en feu a Mahmudek, fill de Mustafà
Muhammad va fer algunes jugades desagradables als notables els quals finalment van decidir cridar a Mamuk Khan, un príncep de l'Horda de Xiban, perquè els alliberés del seu jou. Mamuk va arribar el 1495 i va prendre el poder; Muhammad Amin va cridar als russos en ajut i el príncep Riapolovski al front d'un exèrcit va reprimir l'aixecament i va restaurar a Muhammad Amin obligant a Mamuk a fugir; però quan els russos ja havien retornat a casa feia un mes, Mamuk va retornar i va expulsar a Muhammad Amin (hivern de 1495-1496).

## Tercer regnat
El 1502 fou restablert com a kan pel gran príncep de Moscou. Estava ara casat amb la vídua d'Ilham ibn Ibrahim i una de les seves primeres decisions fou executar a Kel Ahmed, un alt càrrec. Meñli I Giray no va quedar satisfet amb la deposició d'Abdul Latif Khan. Muhammad va dedicar la seva atenció als diners i a la seva dona de la que estava enamorat apassionadament. Aquesta l'aixecava contra els russos i els seus arguments tenien un gran efecte en Muhammad. El kan va decidir massacrar a tots els russos que vivien als seus dominis i es va elegir el dia de Sant Joan que es feia una fira anual a Kazan amb mercaders d'arreu dels territoris russos. El dia assenyalat va començar la matança sense respectar a dones o criatures; alguns foren expulsats a les estepes nogais i els seus béns confiscats; el botí fou portat a palau i repartit entre la població. Entre els presoners hi havia l'enviat rus Michael Kliapka.
El kan sabia que el gran príncep es revenjaria i va reunir un exèrcit de 40.000 homes més 20.000 nogais i va entrar als territoris de Nijni Nóvgorod i Múrom, i la primera fou assetjada i els suburbis cremats. L'agost del 1505 el tsar va tenir notícies del que passava i va enviar al príncep Ivan Ivanovitch Gorbati i el boiar Simeon Ivanovitch Voronzof en ajut de Múrom. Khabar Zimski, governador de Nijni Nóvgorod, que no disposava de gaires homes, va alliberar a 300 presoners lituans capturats a la batalla de Vedrosha, els va armar i els va fer lluitar, i això va salvar la ciutat; un lituà va matar el cap dels nogais que era cunyat de Muhammad Amin; llavors els nogais van refusar seguir lluitant i es van enfrontar a les tropes de Kazan i el kan va haver d'aixecar el setge. Mentre l'exèrcit rus de 100.000 homes, temeròs, no va avançar fins a Múrom el que va permetre als tàtars de retirar-se. L'octubre de 1505 Ivan III va morir i el va succeir el seu fill Basili.
El 1506 el nou tsar va enviar un exèrcit en dos divisions: una pel riu sota el seu germà Demetri amb els voivodes Feodor Belski 
i Shein, i els prínceps Alexandre, Rostofski, Paletski i Kurbski amb la guàrdia avançada de la dreta formada per tàtars de Gorodetz; el 22 de maig les naus van arribar a Kazan i van rebutjar a l'enemic al darrere de les muralles, però atacats els russos a la rereguarda per la cavalleria una eventual retirada va quedar tallada i va crear molta confusió i molts van morir i altres es van ofegar al llac Paganoi o feren fets presoners i la resta es van retirar; mentre va arribar l'altra divisió amb la cavalleria. El 3 de juny Muhammad Amin celebrava una gran fira i festa a la plana d'Arsk per celebrar la retirada russa, i e es van plantar unes mil tendes; llavors la cavalleria manada per Demetri, que acabava d'arribar, va carregar de manera impetuosa sense esperar els reforços que portava el príncep Kurbski i van fer una carnisseria entre els mercaders tàtars. En aquest moment de confusió podien haver ocupat Kazan però es van dedicar al saqueig i es van emborratxar amb les begudes que van trobar a la fira i els tàtars van fer una sortida i els van aniquilar al trobar-los a quasi tots borratxos; prop de 90.000 russos van morir entre els quals els prínceps Kurbski i Paletski; el voivoda Shein fou fet presoner. La cavalleria russa sota Feodor, Kisselef i el tàtar Zadenai, fill de Nur Devlet, van derrotar un cos de tàtar que els atacava en la retirada, prop de Sura.
El gran príncep va ordenar a Daniel Schenia marxar cap al Volga però ja Muhammad Amin havia pres mesures aconsellat pel kan de Crimea: va escriure una carta humil al tsar demanant perdó i pau i oferint entregar els presoners russos i jurar fidelitat i l'expedició es va aturar. El 1506 Alexandre de Lituània i Polònia va morir i Basili va enviar ambaixadors a la vídua Elena, demanant que aconsellés als notables elegir-lo a ell com a rei per unir les corones de Lituània, Polònia i Rússia; però la noblesa va elegir a Segimon, germà d'Alexandre el que va causar immediatament atacs de Rússia al·legant incidents de frontera causats per l'altra part. En aquest temps Basili va aplanar a la comunitat de Pskov. Tres-cents notables foren enviats a Moscou i les seves terres confiscades 
El 1510 Nur Sultan, esposa de Meñli I Giray de Crimea i mare de Muhammad Amin i Abdul Latif Khan, va anar a Moscou amb el seu fill Sahib Giray i tres ambaixadors per demanar permís de visitar Kazan, que li fou concedit i va estar un any a Kazan en el que va tractar de convèncer el seu fill de mantenir una política d'amistat amb els russos, missió coronada amb l'èxit doncs Muhammad Amin va fer mostres repetides de lleialtat al gran príncep i va acusar (davant un enviat rus) a la seva dona d'haver-lo instigat. Nur Sultan va retornar després a Moscou on va estar sis mesos. Basili mentre va fer un tractat amb la Lliga Hanseàtica per intentar recuperar la prosperitat de Nóvgorod, que ja no va tornar després de 25 anys d'inactivitat.
Meñli I Giray de Crimea va morir el 1515. Als darrers anys s'havia distanciat de Rússia. Un temps després Muhammad Amin es va posar malalt i es diu que el cos se li va omplir de llagues. Pensant que era un càstig de Déu va demanar al gran príncep de nomenar successor al seu germà Abdul Latif Khan. El gran príncep el va perdonar i va concedir el feu de Koshira a Abdul Latif però aquest va morir a Moscou el 9 de novembre de 1518. El kan de Crimea Mehmed I Giray (fill de Meñli) va demanar al gran príncep la successió de Kazan pel seu germà Sahib Giray. Poc després Muhammad Amin que patia extraordinàriament per la seva malaltia, va ser enverinat per la seva esposa per evitar-li els patiments (final de 1518 o començament del 1519). No hi havia cap príncep de la seva família que fos musulmà (els que eren cristians estaven incapacitats per regnar al kanat) i el gran príncep va estriar a Shah Ali de Kasimov (kan a Kasimov del 1516 al 1519 i del 1521 al 1567 i a Kazan del 1519 al 1521, el 1546 i del 1551 al 1552).